# Tanbūra
A tanbūra é uma lira de tigela do Oriente Médio e a África Oriental. Leva seu nome da tanbur persa via a árabe tunbur (طنبور), porém este termo se refere ao alaúde de pescoço longo. O instrumento desempenha um papel importante nos rituais Zār. O instrumento provavelmente se originou no Alto Egito e no Sudão e é usado no Fann At-Tanbura nos Estados árabes do Golfo Pérsico.